# Jack Pott
Jack Pott ist eine 2019 in Bad Schwartau gegründete Punkband. Sie ging aus der Vorläuferband Breathing Punx hervor.

## Geschichte

### Anfänge
Gegründet wurde die Band 2019. Sie ging aus den Breathing Punx hervor, einem Bandprojekt der School of Rock aus Timmendorfer Strand. Hier spielten die Gründungsmitglieder Alex Levering, Justin Barthel, Leo Papendieck und Hannes Rautenhaus bereits zusammen.
Die erste EP Adoleszenzgeschichten erschien ebenfalls im Jahr 2019 und enthält vier Titel. Jack Pott spielten Konzerte in Heiligenhafen, Kiel, Lübeck, Hannover, Hamburg sowie ein Jahresabschlusskonzert im treibsAND in Lübeck, welches auch gleichzeitig das Release-Konzert zu ihrer Debüt-EP war.
2020 erschien als zweite Veröffentlichung die Mini-LP Antischwurbler mit 6 Titeln beim Label Sunny Bastards. Diese LP enthält unter anderem ein Featuring mit Geier Sturzflug für das Cover ihres Hits Besuchen Sie Europa (solange es noch steht). Die Debüt-LP erhielt 4 von 5 Sternen beim Ox-Fanzine. Beim Band-Contest Plattbeats belegten sie 2020 den ersten Platz.
Der Bassist Hannes Rautenhaus verließ die Band 2021 und wurde durch Jakob Brandt ersetzt. Im selben Jahr wurden sie vom Label Dackelton Records unter Vertrag genommen.

### Bomben über DisneylandundHass im Ärmel
In ihrer neuen Besetzung begann die Band 2021 wieder Live-Auftritte zu spielen. Unter anderem traten sie als Vorband von Grillmaster Flash und Montreal auf. Jack Pott starteten unter dem neuen Label Dackelton Records die Aufnahmen zu ihrem Debütalbum, dessen Release für das Jahr 2022 geplant wurde.
2022 erschien das erste Album Bomben über Disneyland. Die Release-Show zum Album fand im ausverkauften Club treibsAND am 18. März 2022 in Lübeck statt. Die Kritiken von Fanzines fielen durchweg sehr positiv aus. Das Album erhielt hohe oder sogar Höchstbewertungen. Betont wird neben der Ausgereiftheit der Musik auch die musikalische Vielfalt. Neben schnellen und druckvollen Punk-Songs, wie dem Titelsong Bomben über Disneyland oder Fehler im System finden sich Synthesizer-lastige Lieder wie WTS oder Neulich bei Karstadt auf der Platte. Ebenso wie Ska-Einflüsse bei Urlaub auf meinem Balkon oder Rap-Parts bei So Indy und Alle meine Freunde. Als Gastmusiker sind Drei Meter Feldweg, Grundhass und Zirkel vertreten.
Begleitend zum Album spielten Jack Pott 26 Konzerte und Festivalauftritte im Jahr 2022, u. a. als Support von Montreal, Drei Meter Feldweg und Kapelle Petra. Für das Booking ist seitdem die Agentur zuendstoff verantwortlich, die neben den zuvor bereits genannten Bands Montreal und Kapelle Petra auch Künstler wie Tim Vantol, Milliarden oder Fortuna Ehrenfeld betreut. Ebenfalls fand zum Abschluss des Jahres am 16. Dezember im erneut ausverkauften treibsAND ein Konzert unter dem Titel Santa Pott statt.
Im Jahr 2023 produzierte die Band ihr zweites Studioalbum Hass im Ärmel. Im Frühjahr wurden daher keine Konzerte gespielt. Durch die starke Wahrnehmung des Debütalbums bekamen Jack Pott die Möglichkeit im Sommer auf einer großen Anzahl von Festivals zu spielen. Hierbei wurde bereits die Neuerscheinung von Hass im Ärmel für den Herbst promotet. Insgesamt wurden 21 Festival-Auftritte absolviert, darunter auch überregional bedeutende Veranstaltungen, wie das Wutzrock und das Highfield-Festival. Ebenso wie ein vielbeachteter Auftritt vor mehreren tausend Menschen auf dem Rock gegen Rechts in Oldenburg.
Die Veröffentlichung des zweiten Albums wurde flankiert von der ersten Headliner-Tour der Band mit 3 Konzerten in Düsseldorf, Kiel und Oldenburg. Die Konzerte waren bereits mehrere Monate im Vorfeld ausverkauft. Musikalisch knüpfte Jack Pott an ihr Debütalbum an. Die Vielfältigkeit der Stücke wurde neben den bereits auf Bomben über Disneyland verwendeten Elementen durch balladenartige Titel ergänzt (Du, ich & eine beste Freundin). Als zusätzliche Instrumente kommen auf dem Album Trompete, Saxophon (Verliebt in einen Traum) und Akkordeon (Ce n’est pas une Scherz) zum Einsatz. Als Gastmusiker sind Montreal und Tyna vertreten. Erwartungsgemäß wurde auch Hass im Ärmel von den Kritikern der Fanzines sehr positiv aufgenommen.
Aufgrund der großen Nachfrage der Vorjahre wurde die Jahresabschlussveranstaltung Santa Pott im treibsAND auf 2 Tage am 8. und 9. Dezember 2023 ausgeweitet. Mit insgesamt 700 Besuchern an beiden Abenden waren auch diese beiden Konzerte lange im Vorfeld ausverkauft, so dass die Band für Santa Pott 2024 in die deutlich größere Kulturwerft Gollan umzieht.
Im Frühjahr 2024 wird eine vom 15. März bis 20. April dauernde Tour mit insgesamt 14 Konzerten in ganz Deutschland gespielt.

## Stil
Die Wurzeln der Band liegen im deutschen Punkrock. Durch verschiedene musikalische Einflüsse und insbesondere dem intensiven Einsatz von Synthesizer auch bei Live-Konzerten hat sich bereits auf den ersten Veröffentlichungen ein Stil herauskristallisiert, der durch Rhythmus geprägt auch als Disko-Punk bezeichnet wird. So ist unter anderem, insbesondere seit dem zweiten Album Hass im Ärmel (2023) die Diskokugel zu einem wiederkehrenden Stilmittel im Artwork von Plattencover und Merchandise-Artikeln geworden.
Textlich werden oft ernste und gesellschaftskritische Themen behandelt (Sexismus, Rassismus, Gewalt). Aber auch Lieder über Liebe und fröhlichere Songs mit Anleihen aus dem Fun-Punk finden sich auf den Alben. Von Rezensenten wird die Musik unter anderem als „partytauglicher, tanzbarer Punkrock“ beschrieben, der mitunter an die frühen Werke der Band Die Ärzte erinnere.

## Diskografie

### Alben
- 2022: Bomben über Disneyland (Dackelton Records)
- 2023: Hass im Ärmel (Dackelton Records)

### EPs
- 2019: Adoleszenzgeschichten (Eigenveröffentlichung)
- 2020: Antischwurbler (Sunny Bastards)

### Videos
- 2019: Alle Meine Freunde
- 2020: Traurig No. 3
- 2022: Antiparty
- 2022: Urlaub auf meinem Balkon (Trötenversion feat. Skameleon)
- 2023: Solang das Dschungelcamp noch läuft
- 2023: Deutschland ist zu fett für Rock’n’Roll (feat. Montreal)
- 2023: 4 von 10

## Bilder

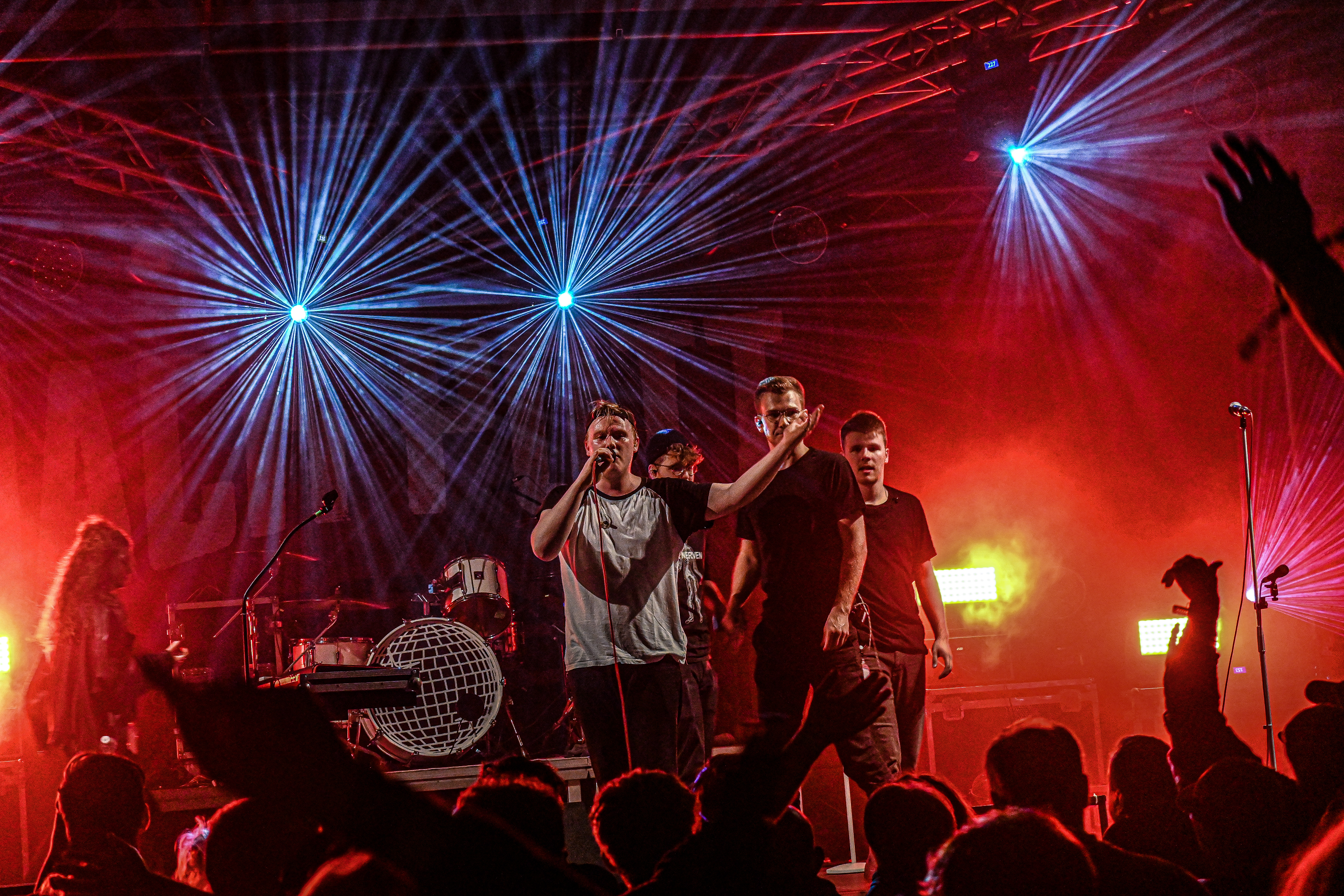
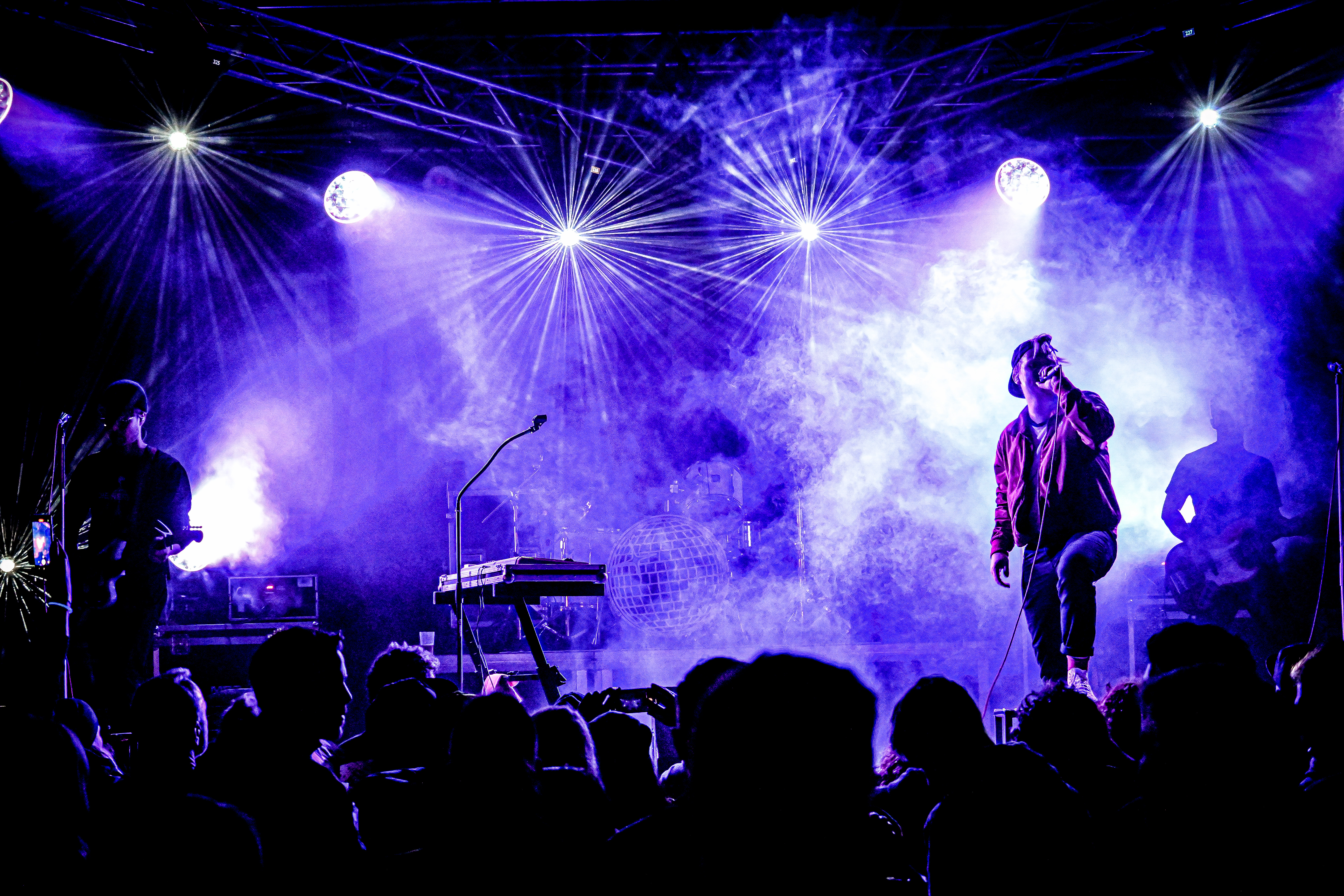
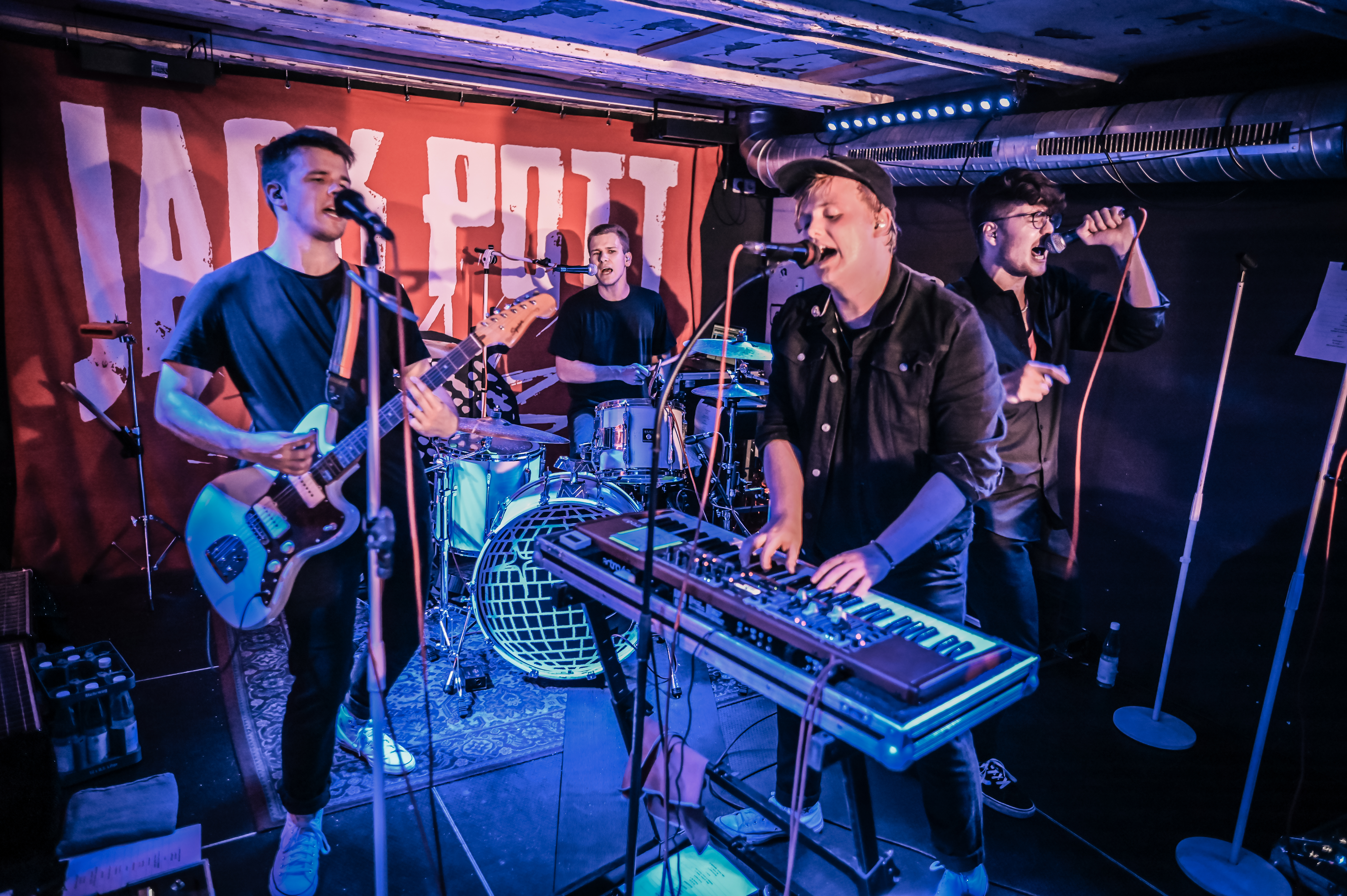
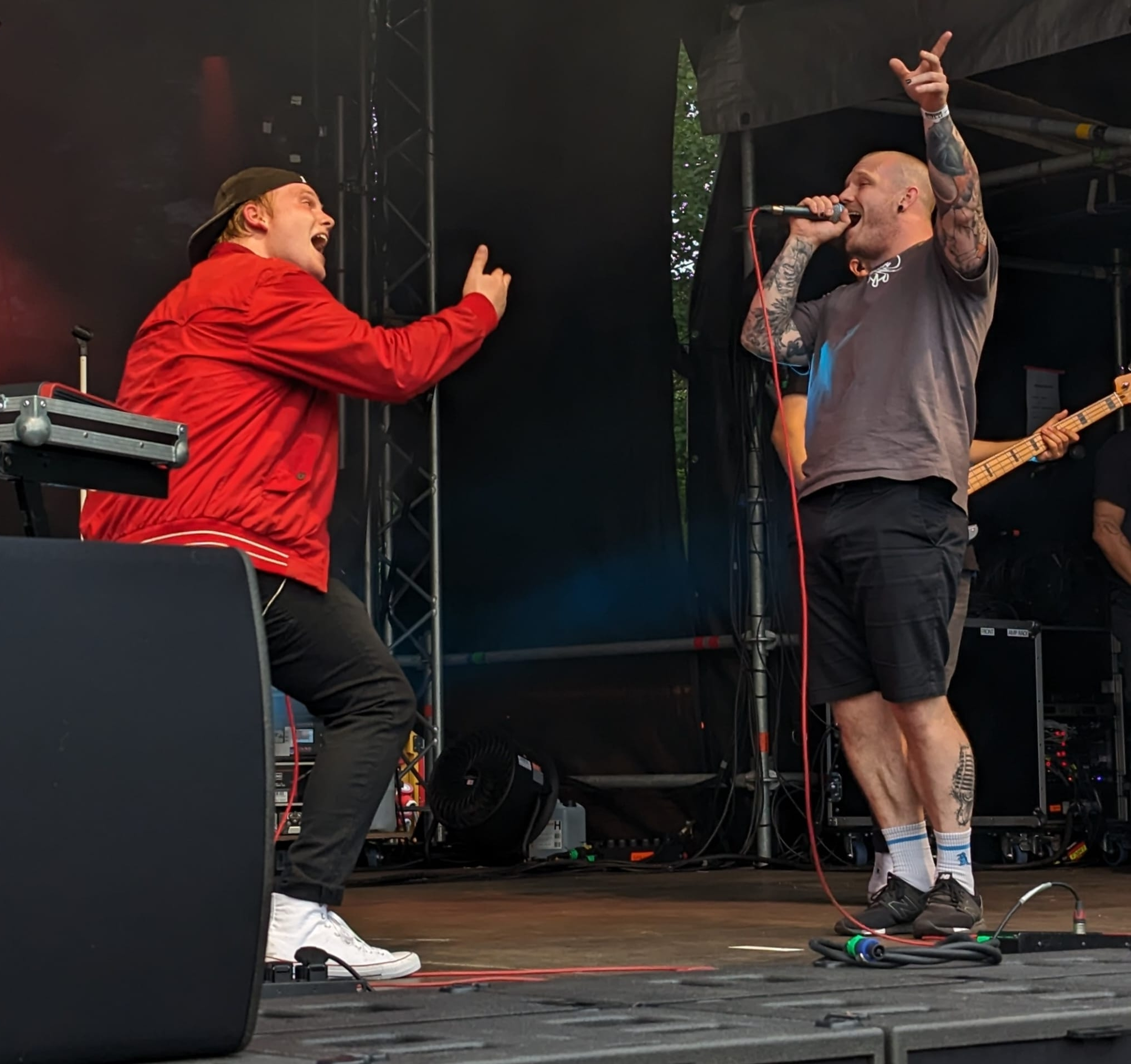